# Sudova Vîșnea
Sudova Vîșnea (în ucraineană Судова Вишня) este un oraș raional din raionul Mostîska, regiunea Liov, Ucraina. În afara localității principale, nu cuprinde și alte sate.

## Demografie
Componența lingvistică a orașului Sudova Vîșnea
     Ucraineană (99,08%)
     Alte limbi (0,51%)
Conform recensământului din 2001, majoritatea populației orașului Sudova Vîșnea era vorbitoare de ucraineană (99,08%), existând în minoritate și vorbitori de alte limbi.